# San Martinito
San Martinito är en ort i Mexiko.   Den ligger i kommunen Tlahuapan och delstaten Puebla, i den sydöstra delen av landet, 60 km öster om huvudstaden Mexico City. San Martinito ligger 2 530 meter över havet och antalet invånare är 767.
Terrängen runt San Martinito är kuperad västerut, men österut är den platt. Runt San Martinito är det ganska tätbefolkat, med 134 invånare per kvadratkilometer. Närmaste större samhälle är San Martin Texmelucan de Labastida, 14,9 km sydost om San Martinito. Trakten runt San Martinito består till största delen av jordbruksmark.